# Roger II de Montgommery

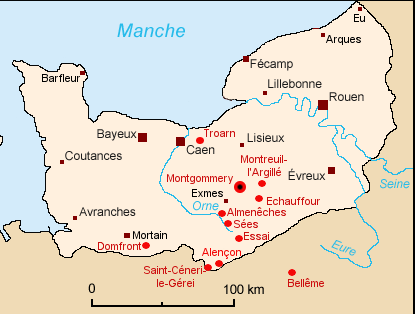
Mapa de Normandia amb els llocs relacionats amb els Montgommery

Roger de Montgommery (o Montgoméri, Montgomery) conegut també com a Roger el Gran (vers 1030 – 27 de setembre 1094), senyor de Montgommery, vescomte d'Hiémois, i senyor d'Alençon i Bellême, fou un dels senyors més rics de l'Anglaterra recent conquerida per Guillem el Conqueridor (1066). Va crear un dels honors feudals més poderosos i estratègicament importants dels que van aparèixer després de la conquesta normanda, sent el primer comte de Shrewsbury a partir de vers 1074.

## Un pròxim de Guillem el Conqueridor
Era el fill d'un altre Roger de Montgommery, vescomte d'Hiémois (futur comtat d'Exmes), un fidel del duc de Normandia Robert el Magnífic. Roger de Montgommery va heretar els vasts dominis del seu pare, situats principalment en el sud del país d'Auge, al centre de la Normandia.
No es coneix pas verdaderament la seva actitud durant la minoria de Guillem el Bastard, fill i successor de Robert el Magnífic. Les guerres entre barons normands enterboliren aquest període (1035-1047) i desafiaven l'autoritat ducal. L'historiador contemporani Guillem de Jumièges confessa que Roger i els seus 4 germans es van lliurar "a tota mena de crims" però no aclareix res concret, ja que potser temia ofendre a Roger, que, al temps de la redacció de l'obra (vers 1070), havia esdevingut l'un dels més poderosos barons anglo-normands i un dels més pròxims col·laboradors de Guillem el Conqueridor. No obstant es pot pensar que si Roger havia nascut vers el 1030, no hauria participat activament en aquestos disturbis per raó de la seu curta edat.
El que és segur, és que durant la infantesa del duc, la família de Montgommery no va ser pas particularment fidel al príncep: el pare Roger I va haver d'abandonar la Normandia, segurament perquè s'havia amotinat o havia complotat contra el poder ducal; un dels germans, Guillem, va assassinar al senescal del jove duc, Osbern; cap a 1040, el tutor del duc Alan III de Bretanya va trobar la mort assetjant el castell de Montgommery. La posició de Roger de Montgommery és molt més clara després de l'afermament del poder de Guillem el Bastard. El 1050, feia part dels principals consellers del duc i contrasigna una carta del duc en favor de l'abadia d'Ouche al costat dels grans barons i bisbes de Normandia.
El duc Guillem va nomenar a Robert II com a vescomte de Exmes o d'Hiémois), una funció que havia ocupat abans el seu pare Roger I. Conscient de la seva importància, Roger II no va vacil·lar pas a titular-se « comte de Montgommery » (comte de Mont Gommeri) en dues cartes ducals, mentre que el seu domini no era més que una simple castellania.
El 1066, Guilleme el Bastard va marxar a la conquesta de l'Anglaterra però Roger no el va acompanyar pas. En tot cas va proporcionar unes 60 naus per l'expedició i va donar suport a la duquessa Matilde, juntament amb Lanfranc i Roger de Beaumont, en el govern i la defensa de la Normandia.

## L'aliança amb la família de Bellême
Després del 1050 (segons l'historiador Lucien Musset), Roger de Montgommery es va casar, sota la impulsió del duc de Normandia, amb Mabil·la Talvas, la filla del terrible Guillem II Talvas de Bellême, el qual per la seva banda buscava una aliança per recuperar les seves terres; els Bellême des de feia desenes d'anys, buscaven formar un principat independent al sud de la Normandia i nord del Maine. Aquesta unió matrimonial va permetre a Guillem el Bastard de veure tornar la senyoria de Bellême a la dependència de Normandia. De concert amb la seva dona i amb l'oncle d'aquesta última, el bisbe de Sées Yves II de Bellême, Roger de Montgommery va refundar el monestir Sant Martí de Sées; en els anys 1050, va instal·lar una comunitat monàstica a Troarn (Calvados) i finalment va crear l'abadia femenina de Almenèche (Orne).
Aquests actes pietosos no impedien pas al senyor de Montgommery de malmetre les propietats i als frares de l'abadia d'Ouche. Seguia a més la política de la seva dona Mabilla que tenia un odi ferotge contra les famílies Giroie i Grandmesnil, fundadores d'aquest monestir-abadia. La parella va aconseguir obtenir fins i tot del duc l'exili (temporal) d'Hug de Grandmesnil i recuperar vers el 1068 els dominis dels Giroie (Montreuil-l'Argillé i Échauffour). Segons les paraules d'Ordéric Vital, Guillem el Conqueridor tenia una forta « simpatia per Roger i Mabilla ».

## Les possessions de Roger II de Montgommery a Anglaterra

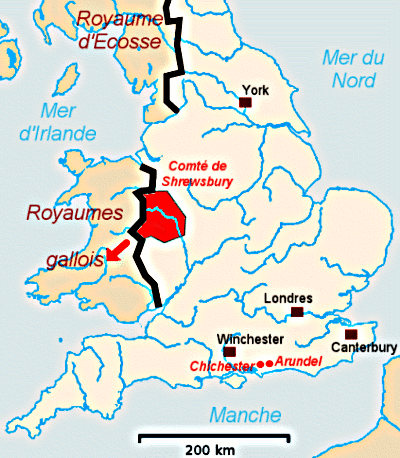
Possessions angleses de Roger II

El desembre de 1067, Roger II de Montgommery va acompanyar a l'altre costat del canal de Manega al seu duc, esdevingut rei d'Anglaterra. Rebé en principi el rape (subdivisió d'un comtat) d'Arundel (comprenent també la ciutat de Chichester), dos llocs essencials a la defensa del sud de l'Anglaterra. Aquest sector es va revelar particularment en calma. Guillem el Conqueridor va confiar llavors al seu fidel company una regió més enterbolida: el Shropshire (del qual la ciutat principal és Shrewsbury), el novembre 1071, amb poders palatins. Alguns historiadors pensen que la seva elevació al rang de comte data de final del 1074. Al costat d'Hug d'Avranches, comte de Chester i de Roger de Breteuil, comte de Hereford, el nou comte havia de protegir el regne contra les incursions gal·leses. En conseqüència, diversos castells van haver de ser construïts entre els quals el de Montgomery, al límit del comtat. En 1093, l'any abans la seva mort, Roger II de Montgommery es va apoderar de Ceredigion i Dyfed, el cr del regne gal·lès de Deheubarth.
Durant el regnat de Guillem el Conqueridor, Roger II es comptava entre els sis senyors més poderosos d'Anglaterra. A més d'una gran part del Sussex, incloent el rape d'Arundel i els set-vuitens del Shropshire inclòs al comtat de Shrewsbury, posseïa dominis al Surrey, l'Hampshire, el Wiltshire, el Middlesex, el Hertfordshire, el Gloucestershire, el Worcestershire, el Cambridgeshire, el Warwickshire i el Staffordshire. Després de 1087, la gestió dels seus béns continentals l'havia deixat en mans del seu fill gran Robert II de Bellême.

## Revoltes dels anys 1087-1088
La mort de Guilleme el Conqueridor l'any 1087 va posar en qüestió la fidelitat de Roger II de Montgommery. Es va unir a la rebel·lió el 1088, amb la finalitat d'enderrocar al nou rei Guillem II el Roux. Guillem va aconseguir convèncer a Roger d'abandonar la rebel·lió i a prendre el seu partit. La va encertar perquè els rebels van ser vençuts i els caps rebels van perdre totes les seves possessions a Anglaterra.
Alguns mesos més tard, el duc de Normandia Robert Courteheuse va arrestar al seu germà Enric Beauclerc i a Robert II de Bellême, el fill de Roger II de Montgommery perquè sospitava que complotaven contra ell. El comte de Shrewsbury no va apreciar pas aquesta afronta a la seva família: va travessar la Mànega, desembarcant a Normandia i es va apoderar de l'Hiémois. Allà va ordenar posar en estat de defensa els castells familiars (així com els que el seu fill havia usurpat): Bellême, Essai, Alençon, Saint-Céneri-le-Gérei, Domfront. El duc de Normandia Robert Courteheuse va fer campanya contra el rebel i va prendre algunes fortaleses però a continuació de manera sorprenent va llicenciar al seu exèrcit; va acabar per fer la pau amb l'ancià comte, fidel del seu pare, i va acceptar l'alliberament de Robert II de Bellême. Roger va retornar llavors a Anglaterra.
Al final de la seva vida, el vell comte es va retirar com a frare a l'abadia de Shrewsbury que havia fundat l'any 1083 (fou el quart monestir que va fundar o restaurar). Tres dies més tard hi va morir.
El 1094, just després de la seva mort, una conjunció d'esdeveniments favorables als gal·lesos, va conduir a una revolta general del país de Gal·les. Els gal·lesos van reprendre nombroses terres als normands (Deheubarth, Pembroke, Anglesey, etc.), i devastaren el Shropshire. Al final de l'any, totes les conquestes dels Montgommery s'havien perdut.

## Família i descendència
En primeres noces, Roger II de Montgomery es va casar amb Mabilla Talvas († 1082), filla de Guillem II Talvas i hereva d'un vast domini als confins de la Normandia i del Maine : la senyoria de Bellême. Va tenir deu fills.
En segones noces es va casar amb Adelaida de Breteuil, filla d'Evrard (Everard) o Erard I, comte de Breteuil i vescomte de Chartres, del qual va tenir un fill, Evrard (Everard/Eberard) o Erard, comte i vescomte, mort monjo i sense fills.
A la seva mort, els béns de Roger II van ser dividits. Robert, el més major dels seus fills sobrevivents va rebre la majoria de les terres normandes. El següent, Hug, va rebre les terres angleses i el comtat de Shrewsbury. A la mort d'Hug, Robert II va heretar el comtat.
| Nom                             | Naixença  | Mort              | Notes |
| ------------------------------- | --------- | ----------------- | --- |
| de Mabilla Talvas de Bêlleme.   |           |                   | |
| Roger III de Montgomery         |           | 1066              | |
| Robert de Bellême dit el Diable | 1052      | 1113              | en tant que fils gran, va heretar les terres normandes del seu pare i mare ei fou senyor de Bellême i Alençon. A la mort del seu germà Hug, fou el tercer comte de Shrewsbury. |
| Hug de Montgommery              |           | 1098              | segon comte de Shrewsbury ; |
| Roger dit el Poiteví            | vers 1055 | entre 1122 i 1140 | Casat amb Almodis, filla del comte Adalbert II de la Marca, comte de la Marca (Marche) per dret uxori.                                                                         |
| Felip                           |           | 1099              | Mort a la croada, al setge d'Antioquia |
| Arnulf o Arnold                 | vers 1068 | entre 1118 i 1122 | Gran propietari al comtat de Pembroke, però no fou pas comte. Es va exiliar a Escòcia.                                                                                         |
| Emma                            |           |                   | abadessa d'Almenêches |
| Maud                            |           |                   | esposa de Robert de Mortain, comte de Mortain, germà uterí de Guillem el Conqueridor qui va aprofitar el seu parentiu.                                                         |
| Mabilla                         |           |                   | esposa d'Hug de Châteauneuf-en-Thimerais. |
| Sibilla                         |           |                   | esposa de Robert FitzHamon, company de Guillem el Conqueridor |
| d'Adélaïde du Puiset.           |           |                   | |
| Eberard                         |           | vers 1135         | Auxiliar de capella del rei Enric I Beauclerc |